# NGC 303
 NGC 303 là một thiên hà dạng hạt đậu trong chòm sao Kình Ngư. Nó được phát hiện vào năm 1886 bởi Francis Leavenworth.